# Двурядка
Двурядка (лат. Diplotaxis) — род цветковых растений семейства Капустные (Brassicaceae). Виды этого рода произрастают в Европе, Средиземноморье и Макаронезии. Наибольшее видовое разнообразие наблюдается на Пиренейском полуострове, в Северной Африке и на архипелаге Кабо-Верде. Однолетние или многолетние растения, травянистые или полукустарниковые с деревянистой основой. Цветки у большинства видов жёлтые, но у Diplotaxis erucoides — белые, а у Diplotaxis acris — фиолетовые. Некоторые виды, такие как Diplotaxis tenuifolia и Diplotaxis muralis, исторически использовались в качестве листовых овощей, похожи на Eruca sativa своим перечным вкусом и используются взаимозаменяемо с ней.

## Виды
В род входят следующие виды:
- Diplotaxis acris (Forssk.) Boiss.
- Diplotaxis antoniensis Rustan
- Diplotaxis assurgens (Delile) Thell.
- Diplotaxis berthautii Braun-Blanq. & Maire
- Diplotaxis brachycarpa Godron
- Diplotaxis brevisiliqua (Coss.) Mart.-Laborde
- Diplotaxis catholica (L.) DC.
- Diplotaxis cretacea Kolov — Двурядка меловая
- Diplotaxis erucoides (L.) DC.
- Diplotaxis glauca (JJ.A.Schmidt) O.E.Schulz
- Diplotaxis gorgadensis Rustan
- Diplotaxis gracilis (Webb) O.E.Schulz
- Diplotaxis griffithii (Hook.f. & Thomson) Boiss.
- Diplotaxis harra (Forssk.) Boiss.
- Diplotaxis hirta (A.Chev.) Rustan & L.Borgen
- Diplotaxis ibicensis (Pau) Gómez-Campo
- Diplotaxis ilorcitana (Sennen) Aedo, Mart.-Laborde & Muñoz Garm.
- Diplotaxis kohlaanensis A. G. Miller & J. Nyberg
- Diplotaxis muralis (L.) DC. — Двурядка стенная
- Diplotaxis nepalensis Hara
- Diplotaxis ollivieri Maire
- Diplotaxis pitardiana Maire
- Diplotaxis scaposa DC.
- Diplotaxis siettiana Maire
- Diplotaxis siifolia Kunze
- Diplotaxis simplex (Viv.) Spreng.
- Diplotaxis sundingii Rustan
- Diplotaxis tenuifolia (L.) DC. — Двурядка тонколистная[3]
- Diplotaxis tenuisiliqua Delile
- Diplotaxis varia Rustan
- Diplotaxis villosa Boulos & Jallad
- Diplotaxis viminea (L.) DC.
- Diplotaxis virgata (Cav.) DC.
- Diplotaxis vogelii (Webb) Cout.